# スマッシュ・マウス
スマッシュ・マウス (Smash Mouth) は、アメリカ合衆国カリフォルニア州サンノゼ出身のロックバンド。1994年に、スティーブ・ハーウェル (リード・ボーカル)、ケビン・コールマン (ドラムス)、グレッグ・キャンプ (ギター)、ポール・デ・ライル (ベース)らによって結成された。2021年にハーウェルがバンドを脱退して以降、オリジナルメンバーはデ・ライルのみである。

## 略歴

### 1990年～1997年 結成、『Fush Yu Mang』
1990年、スティーブ・ハーウェルとケビン・コールマンが出会う。その後1994年に、当時、F.O.S. (Freedom of Speech)というラップ・グループで活動していたハーウェルによって、バンドが結成された。ハーウェルのマネージャーをしていたコールマンが、地元のパンク・バンドで活動していた、ギタリストのグレッグ・キャンプと、ベーシストのポール・デ・ライルを知っており、3人を互いに紹介した。ドラマーのコールマンを加えた4人でリハーサルを始めると、すぐにバンドに発展。アメリカンフットボール用語である、スマッシュマウス ("Smashmouse") と命名された。活動初期は、主にロックを演奏していた。
バンドの名前が公に知られたのは、『Nervous in the Alley』という曲のデモが、地元サンノゼのラジオ局、KOMEで流れたことがきっかけである。その後程なくして、インタースコープ・レコードと契約し、1997年に、デビューアルバム『Fush Yu Mang』をリリースした。またこの時、キーボーディストのマイケル・クロスターが新たにメンバーとして加わった。レーベルとの契約に際して、バンド名をスマッシュ・マウス ("Smash Mouth") に変更した。このアルバムは、シングル『Walkin' on the Sun』を筆頭にダブル・プラチナムに認定された。その後、シングル『The Fonz』、『Why Can't We Be Friends』(ウォーのカバー)もリリースされた。

### 1998年～2004年 『アストロ・ラウンジ』、『スマッシュ・マウス』、『ゲット・ザ・ピクチャー?』
1999年、2ndアルバム『アストロ・ラウンジ』をリリース。以前までのスカの影響が減り、よりポップなサウンドへと方向転換していった。この作品でさらにバンドの知名度を高めることになり、最終的には、バンドのアルバムの中で、今作が最も高く評価された1枚となった。ヒットシングル『All Star』 (『シュレック』1作目、『ミステリー・メン』など、様々な映画のサウンドトラックに収録され、MVも『ミステリー・メン』がフィーチャーされている)、『Then the Morning Comes』などにより、このアルバムはトリプル・プラチナムに認定された。
同年には、初期音源集『The East Bay Sessions』をリリースしたが、このアルバムのリリース直後に、コールマンが腰痛のためにバンドを脱退。後任は当初マイケル・アーバーノだったが、『アストロ・ラウンジ』ツアーのメンバーだったミッチ・マリーンと交代し、ツアー終了後にアーバーノが加入した。
2001年、モンキーズのヒット曲『I'm a Believer』をカバーした。この曲は、映画『シュレック』のサウンドトラック (『All Star』も収録されている)と、同年リリースされた3rdアルバム『スマッシュ・マウス』に収録された。前作までよりもセールスは少なく、本作はゴールド認定までに留まった。また、この年に公開された映画『ラットレース』のクライマックス・シーンに本人役で出演した。
2003年、シングル『You Are My Number One』、『Hang On』、『Always Get Her Way』を収録した4thアルバム『ゲット・ザ・ピクチャー?』をリリースした。リリースから間もなく、バンドはインタースコープ・レコードから契約を打ち切られた。同年、映画『ジャングル・ブック2』のために、シャーマン兄弟の楽曲『I Wanna Be Like You』をカバーした。

### 2005年～2011年 新レーベル、メンバーの変遷、『サマー・ガール』
バンドはユニバーサル・レコードと契約したのち、2005年に、ベストアルバム『All Star Smash Hits』をリリースした。このアルバムは、今までリリースしたアルバムからのヒット曲の他に、バンドのアルバムには収録されていない、映画のサウンドトラックやコンピレーションアルバムからも選曲されている。『Flo』のエディット・バージョンを含めた全18曲入りのアルバムと宣伝された。8月には、アメリカのアニメキャラクター、ガンビー誕生50周年記念パーティで演奏した。
12月に、クリスマスアルバム『The Gift of Rock』をリリースした。キンクスやラモーンズなど、様々なアーティストのクリスマスソングのカバーや、新曲『Baggage Claim』が収録された。
5thアルバムは当初、『Old Habits』というタイトルで、2005年にレコーディングされ、2006年初め頃にリリースされる予定だった。バンドは本作について、『Fush Yu Mang』や『The East Bay Sessions』のような、スカコアに最も近いアルバムになると述べている。同年9月、当初1stシングルになる予定だった、『Getaway Car』をラスト・コール・ウィズ・カーソン・デイリーで披露した。ハーウェルは、バンドの知名度を上がることを期待してリアリティー番組『The Surreal Life』に出演し、アルバムの発売は何度も延期された。バンドはより良い作品を目指してスタジオに戻り、結局『Old Habits』はお蔵入りとなった。その代わりに『サマー・ガール』がリリースされ、『Old Habits』時に制作された曲のリミックス版と新曲を織り交ぜたアルバムとなった。『Old Habits』と同様に数ヶ月の延期ののち、2006年9月にリリースとなった。バンドはソニー・ピクチャーズに、『サマー・ガール』やその他の楽曲を、映画『キャプテン・ズーム』に使用することを許諾した。
『サマー・ガール』リリース前の2006年2月、アーバーノが方向性の違いを理由に突然バンドを脱退。当初、元メンバーのマリーンが後任となったが、その後、アメリカン・ハイファイやザ・レンブランツとの活動で知られるジェイソン・サターに代わった。しかしその1年後、サターは元サウンドガーデン、オーディオスレイブのフロントマン、クリス・コーネルのバックでドラムを叩くことになったために脱退。サポートメンバーのマリーンが復帰した。
この当時の数年間、メンバーが流動的に入れ替わっている。2008年夏にキャンプが脱退。後任のギタリストにリロイ・ミラーをスカウトするも、翌2009年に脱退。キャンプは2009年に復帰するも、2011年に再び脱退。今度は後任にショーン・フルビッツを迎えた。フルビッツは2012年までバンドに在籍し、脱退後はマイク・クロムパスが後任となったが、2012年後半に復帰した。2009年にマリーンが脱退し、アーバーノが復帰するも、わずか1年で脱退し、翌2010年にマリーンが再び復帰。その年のうちにマリーンは脱退し、後任のドラマーとしてランディ・クックが加入。2011年にクックの後任にサター、チャーリー・パクソンが一時加入した。
2011年6月、サムシング・オーフル・フォーラムのライターが、「もしもスティーブ・ハーウェルが卵を24個食べるなら20ドル払う」と提案した。このことを発端に、Twitter上のユーザー間で追加の金額を上乗せし始め、最終的に様々な慈善団体をターゲットにした。7月、ハーウェルは「ファンがセント・ジュード小児病院に寄付する1万ドルを集めると約束してくれるのなら」と挑戦を呑んだ。1週間以内に目標金額に達し、ハーウェルは、友人である有名シェフのガイ・フィエリに卵を調理するように依頼した。イベントはカリフォルニア州ダブリンにある、ジョニー・ガーリック・レストランで開催され、約150人の観客が見守るなか、観客とサンノゼ・シャークスのマスコット、シャーキーの応援の助けを借りつつ、見事完食することができた。寄付金は最終的に1万5000ドル集まった。

### 2012年～2019年 『マジック』、ライブ・アルバム
ユニバーサル・レコードと袂を分かち、429レコードと契約した後、6thアルバム『マジック』を2012年9月にリリースした。本作は新メンバーであるマイク・クロムパスがプロデュースした。シングル『Magic』はビルボード・アダルト・コンテンポラリー・チャートで22位で初登場した。バンドは2012年の残りの期間を、料理レシピを集めた音楽本『Recipes from the Road』のリリースの宣伝など、新しいプロジェクトに費やした。2012年の終わり頃にクックが脱退し、チャーリー・パクソンに代わった。2013年には、ジン・ブロッサムズ、シュガー・レイらとUnder the Sunツアーに参加。ツアー中にパクソンが脱退し、当初復帰する予定だったクックに代わり、サターが復帰した。
2014年10月、韓国のアニメーション映画『ポロロ レーシングアドベンチャー』の英語版のために、書き下ろしの新曲『Beside Myself』、『Everything Just Crazy』の2曲を提供した。同年、アンクル・クラッカー、ブルース・トラベラー、シュガー・レイらとUnder the Sunツアーに参加した。
2015年6月14日、コロラド州フォート・コリンズにて行われたTaste of Fort Collins Food Festivalに出演。その公演中、アンコール前に、イベント側から観客に無料で配布されたパンをステージに投げ入れられたことに対し、ハーウェルが激怒する一幕があった。観客に対して冒涜的な言葉を吐いた後、ステージを去った。この一連の出来事を、ハーウェルは後のインタビューで謝罪している。
2016年5月、バンド初のライブアルバム『Playlist: The Very Best of Smash Mouth』をソニー・ミュージックよりリリースした。サウスダコタ州ラピッドシティとマニラで行われたライブでの演奏が収録されている。
2016年に、新ギタリストのサム・アイゲンが加入し、クックが復帰した。アイゲンはハーウェルとデ・ライルの長年の友人であり、アラニス・モリセット、ジャネット・ジャクソン、ジョン・フォガティらとの演奏経験があった。また、ハーウェルのソロ作品にも参加している。
2018年初頭に、キャンプがバンドに復帰した。1stアルバム『Fush Yu Mang』のアコースティック再録音盤が、アルバム発売20周年を記念してリリースされた。PlegdeMusicを通して資金提供されている。
2018年11月、ヒップホップ・アーティストのクール・キースとRun-D.M.C.のダリル・マクダニエルズをフィーチャーした新曲『Unity』をリリースした。同月にオーストラリアをツアーし、クイーンズランド州で行われたAirlie Beach Festival of Musicで、ハーウェルが体調を崩し、ステージを降りざるを得なくなった。その他フェスティバルの出演者、ハーウェル以外のバンド・メンバーはそのまま演奏を続けた。翌日には復帰し、その後滞りなくツアーは終了した。

### 2020年～現在 さらなる活動、ハーウェルの脱退、そして死
2020年8月、バンドはスタージス・モーターサイクル・ラリーに出演した。そのパフォーマンス中、ハーウェルは「コロナウイルスなんてクソ食らえ！」などと発言した。このイベントは感染拡大を引き起こし、クラスターに認定された。
2021年10月、ニューヨーク州ベセルで開催された、ビールとワインなどのお酒のイベント、The Big Sipに出演。公演中、ハーウェルは明らかに泥酔しており、観客を罵倒・脅迫したり、ナチス式敬礼のようなポーズを取った。この公演から3日後、ハーウェルは健康上の問題のため、バンドを引退することを発表した。ハーウェルが健康上の問題に対処している間、バンドは代役のボーカリストを起用していたが、この件に関する発表はなかった。
2022年1月、ハーウェルの脱退に伴い、新たなボーカリスト、ザック・グッドが加入したことを発表した。3月、リック・アストリーの楽曲『Never Gonna Give You Up』のカバーをリリースした。7月にはシングル『4th of July』、1年後の2023年7月には、シングル『Underground Sun』をリリースした。
2023年9月、ハーウェルが肝不全のため、死去。享年56歳。ホスピスケアを受けており、余命数日であると報じられた翌日のことだった。

## メンバー

### 現在のメンバー
- ポール・デ・ライル (Paul De Lisle) - ベース、コーラス (1994年～)、ボーカル (2016年ツアー)
- マイケル・クロスター (Michael Klooster) - キーボード、プログラミング、コーラス (2008年～) ※1997年～2008年までツアーメンバー
- ランディ・クック (Randy Cooke) - ドラムス、パーカッション、コーラス (2010年～2011年、2011年～2012年、2013年、2016年～2018年、2018年～)
- ショーン・フルビッツ (Sean Hurwitz) - ギター、コーラス (2011年～2012年, 2012年～2016年、2019年～)
- ザック・グッド (Zach Goode) - ボーカル (2022年～) ※2021年～2022年までツアーメンバー

### 元メンバー
- スティーブ・ハーウェル (Steve Harwell) - ボーカル、ピアノ、キーボード (1994年～2021年) ※2023年死去
- ケビン・コールマン (Kevin Coleman) - ドラムス、パーカッション (1994年～1999年)
- グレッグ・キャンプ (Greg Camp) - ギター、コーラス、キーボード、ターンテーブル (レコーディングのみ) (1994年～2008年、2009年～2011年、2014年、2018年～2019年)
- マイケル・アーバーノ (Michael Urbano) - ドラムス、パーカッション (1999年、2000年～2006年、2009年～2010年、2014年、2018年)
- ミッチ・マリーン (Mitch Marine) - ドラムス、パーカッション (1999年～2000年、2006年、2007年～2009年、2010年)
- ジェイソン・サター (Jason Sutter) - ドラムス、パーカッション (2006年～2007年、2011年、2013年～2016年)
- リロイ・ミラー (Leroy Miller) - ギター、コーラス (2008年～2009年)
- チャーリー・パクソン (Charlie Paxson) - ドラムス、パーカッション (2011年、2012年～2013年)
- マイク・クロムパス (Mike Krompass) - ギター、コーラス、キーボード (2012年)
- サム・アイゲン (Sam Eigen) - ギター、コーラス (2016年～2018年)

## ディスコグラフィ

### スタジオ・アルバム
- Fush Yu Mang (1997年)
- アストロ・ラウンジ - Astro Lounge (1999年)
- スマッシュ・マウス - Smash Mouth (2001年)
- ゲット・ザ・ピクチャー? - Get the Picture? (2003年)
- Summer Girl (2006年)
- Magic (2012年)